# 芳林春香
芳林春香（ほうりんしゅんこう、生没年不詳）は、戦国時代から安土桃山時代にかけての女性。安芸国の戦国大名・毛利元就の四女として生まれ、備後国世羅郡甲山の今高野山城を本拠とする国人・上原元将の正室となった。
同母兄に穂井田元清と天野元政がおり、同母弟に小早川秀包がいる。また、異母兄に毛利隆元、吉川元春、小早川隆景、毛利元秋、出羽元倶、末次元康がおり、異母姉に早世した見室了性、宍戸隆家正室の五龍局、元就と正室・妙玖との間の末娘だが詳細不明の三女がいる。
実名は不明で、穂井田元清の書状では「かうさん」と記されているが、これは嫁ぎ先である上原氏の本拠地である甲山（こうざん）に由来する呼称と考えられている。法名は「芳林春香禅定尼」。

## 出自
「江氏家譜」等の毛利氏の系図類では芳林春香の母を毛利元就の継室である三吉氏とし、毛利元秋、出羽元倶、末次元康の同母姉としている。
しかし、毛利元就の四男である穂井田元清が天正7年（1579年）10月8日に書いた書状には、織田軍と戦うための出陣にあたって戦死を覚悟した元清が毛利輝元に後事を託すことが記されており、元清は第1条で母の乃美大方、第2条で同母弟の天野元政、第3条で「かうさん」、第4条で同母弟の小早川元総（後の小早川秀包）、第5条で元清らと共に桜尾城に居住していた毛利元就の継室の一人である中の丸についてを依頼している。
この第3条の「かうさん」が芳林春香が嫁いだ上原氏の本拠である甲山に由来する呼称と考えられることと、元清の同母弟2人の間の条で触れられていることから、系図類の記載とは異なり、実際には穂井田元清と同じく毛利元就の継室である乃美大方が母であると考えられている。
また、「江氏家譜」等の毛利氏の系図類では芳林春香を小早川隆景と穂井田元清の間に記載しているが、先述の穂井田元清の書状における記載順から、乃美大方の子供の兄弟順は穂井田元清、天野元政、芳林春香、小早川秀包の順であったと考えられている。

## 生涯
安芸国高田郡吉田の吉田郡山城を本拠地とする戦国大名・毛利元就の四女として生まれる。生年は不明だが、前述の兄弟順に従えば、天野元政が生まれた永禄2年（1559年）から小早川秀包が生まれた永禄10年（1567年）までの間となる。
婚姻した年も不明であるが、備後国世羅郡甲山の今高野山城を本拠とした有力国人で毛利氏に属して備後国の経略に功を挙げた上原氏当主・上原豊将の嫡男である上原元将に嫁いだ。これにより、上原氏は毛利氏の一門衆として重きを成すこととなった。ただし、後の天正7年（1579年）に書かれた穂井田元清の書状では、織田氏との戦いにおいて上原氏をはじめとする備後国の国人達に離反の可能性があると元清が認識していることから、従属性が低い有力国人である上原氏を毛利方に繋ぎとめるために芳林春香が上原元将に嫁ぐことになったと推測されている。
天正7年（1579年）、夫の上原元将が織田軍に対する防衛のために備中国都宇郡日幡の日幡城に入城した。
同年10月8日、同母兄の穂井田元清が出陣にあたって母や兄弟たちについて毛利輝元に後事を託した書状において芳林春香についても触れており、「甲山（芳林春香）の事もお頼みします。特に女の身で境目へ赴いており、万一の時にはまことに痛ましい事になるおそれがあります。備後衆は表裏なる衆で離反の可能性があるので、一段と御配慮を頂ければと思います。子供の一人もおらず何とも気の毒に思っています。人の一人も付けられていないので、折節に人を遣わして是非ともお気遣いして頂ければありがたいです」と依頼している。この内容から、この時の元清が上原氏を始めとした備後衆には離反の可能性があると見ており、芳林春香と上原元将の間に子がいないことから、もし上原氏が離反した場合には芳林春香が殺害される危険性も憂慮していたことが窺われる。
天正10年（1582年）4月に羽柴秀吉による備中進攻が始まり、日幡城の付近にある毛利方の宮路山城、冠山城、亀石城が相次いで陥落して清水宗治が守る備中高松城も包囲されると、上原元将は羽柴秀吉の調略に応じ、諫言する日幡景親を討ち果たして降伏した。
上原氏と所領を隣接していて親交が深かった備後国人の湯浅将宗は、上原元将の離反を知ると直ちに吉川元春と小早川隆景に報告し指示を求めた。吉川元春と小早川隆景は湯浅将宗に在城する岩山城からの撤退を命じると共に、直ちに楢崎元兼に上原元将の拠る日幡城を攻撃させたが、羽柴秀吉が援軍を出さなかったために日幡城は陥落し、上原元将は羽柴秀吉のもとに逃亡した。
一方で芳林春香は楢崎元兼によって保護され、毛利氏の本拠地である安芸国高田郡吉田へと送られている。
その後の動向や没年月は不明だが、命日は17日とされる。